# Noemi
Noemi (artiestennaam van Veronica Scopelliti; Rome, 25 januari 1982) is een Italiaanse zangeres en scenarioschrijver.

## Biografie
Noemi is de oudste dochter van Aermando en Stefania Scopelliti. Ze heeft nog een zus genaamd Arianna. Op een leeftijd van 19 maanden speelde ze mee in een televisiereclame voor een luiermerk.
In 2007 nam Noemi deel aan SanremoLab, maar haalde het niet tot de finale. In het najaar van 2008 nam Noemi deel aan de Italiaanse versie van X Factor. Ze werd bijgestaan door Morgan, maar werd in de 12e ronde weggestemd. Wel nam ze deel aan de opnames van twee compilatiealbums van het programma: X Factor Anteprima Compilation 2009 met het lied Albachiara (een cover van Vasco Rossi) en X Factor Finale Compilation 2009 met het lied La costruzione di un amore (een cover van Ivano Fossati).
Op 10 april 2009 bracht Noemi haar eerste single uit; Briciole. De single haalde de tweede plaats in de Italiaanse hitlijst en was goed voor een gouden plaat. Tevens werd het in Italië een van de zomerhits van 2009. Op 24 april 2009 volgde haar eerste ep bij Sony Music; Noemi. Hiervan werden 50.000 exemplaren verkocht. Van 15 mei 2009 tot 29 augustus 2009 ging Noemi op tournee om haar ep te promoten. Op 21 juni 2009 gaf ze een optreden bij het concert "Amiche per l’Abruzzo", georganiseerd door Laura Pausini in San Siro stadion in Milaan.
Op 2 oktober 2009 kwam Noemi's eerste album uit; Sulla mia pelle. Dit album bracht de single L'amore si odia voort; een duet met Fiorella Mannoia. Deze single bereikte de status van dubbele platina album.
Noemi nam deel aan de 16e editie van het Festival van San Remo met het lied Per tutta la vita. Deze single werd ook platina. Op 7 mei 2010 volgde een nieuwe single; Vertigini. Op 24 mei 2010 won Noemi drie Wind Music Awards voor haar nummers L'amore si odia en Per tutta la vita en haar album Sulla mia pelle.

## Discografie

### Albums
- Sulla mia pelle (2009)
- Sulla mia pelle (Deluxe Edition) (2010)
- RossoNoemi (2011)
- Rosso Live (2012)

### Ep
- Noemi (2009)

### Singles
- Briciole (2009)

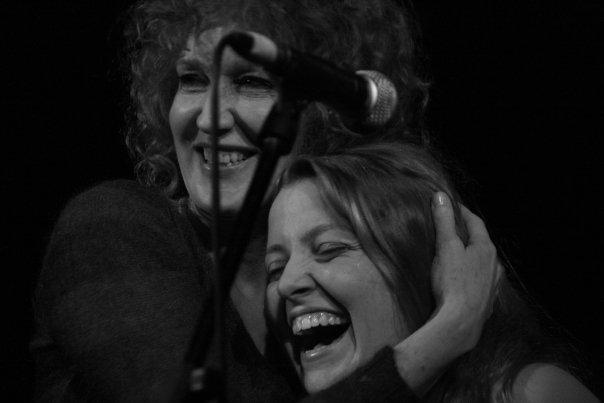
Noemi met Fiorella Mannoia

- L'amore si odia (met Fiorella Mannoia) (2009)
- Per tutta la vita (2010)
- Vertigini (2010)
- Vuoto a perdere (2011)
- Odio tutti i cantanti (2011)
- Poi inventi il modo (2011)
- Sono solo parole (2012 SanRemo)
- In un giorno qualunque (2012)
- La promessa (2012 feat. Stadio)
- Se non e' amore (2012)

## Prijzen en eerbetoon

### 2009
- Noemi: gouden plaat
- Wind Music Awards
- Briciole: gouden plaat

### 2010
- Per tutta la vita: platina plaat
- Sulla mia pelle: Wind Music Awards
- L'amore si odia: Wind Music Awards
- Per tutta la vita: Wind Music Awards

### 2011
- Sulla mia pelle: dubbele platina plaat
- Sulla mia pelle: Wind Music Awards
- Vuoto a perdere: Nastro d'Argento
- Vuoto a perdere: platina plaat
- Vuoto a perdere: "Premio Lunezia"
- L'amore si odia: dubbele platina plaat